# تشارلز إدوارد برايت
تشارلز إدوارد برايت (بالإنجليزية: Charles Edward Bright)‏ هو شخصية أعمال أسترالي، ولد في 20 مايو 1829، وتوفي في 17 يوليو 1915.